# Итальянско-чилийские отношения
Итальянско-чилийские отношения — текущие и исторические отношения между Итальянской Республикой и Республикой Чили. Отношения между Италией и Чили основаны на долгой истории контактов, которые имели место на политическом уровне, а также на присутствии значительной итальянской общины в Чили и чилийской общины в Италии. Обе страны являются членами ОЭСР и Организации Объединённых Наций.

## История

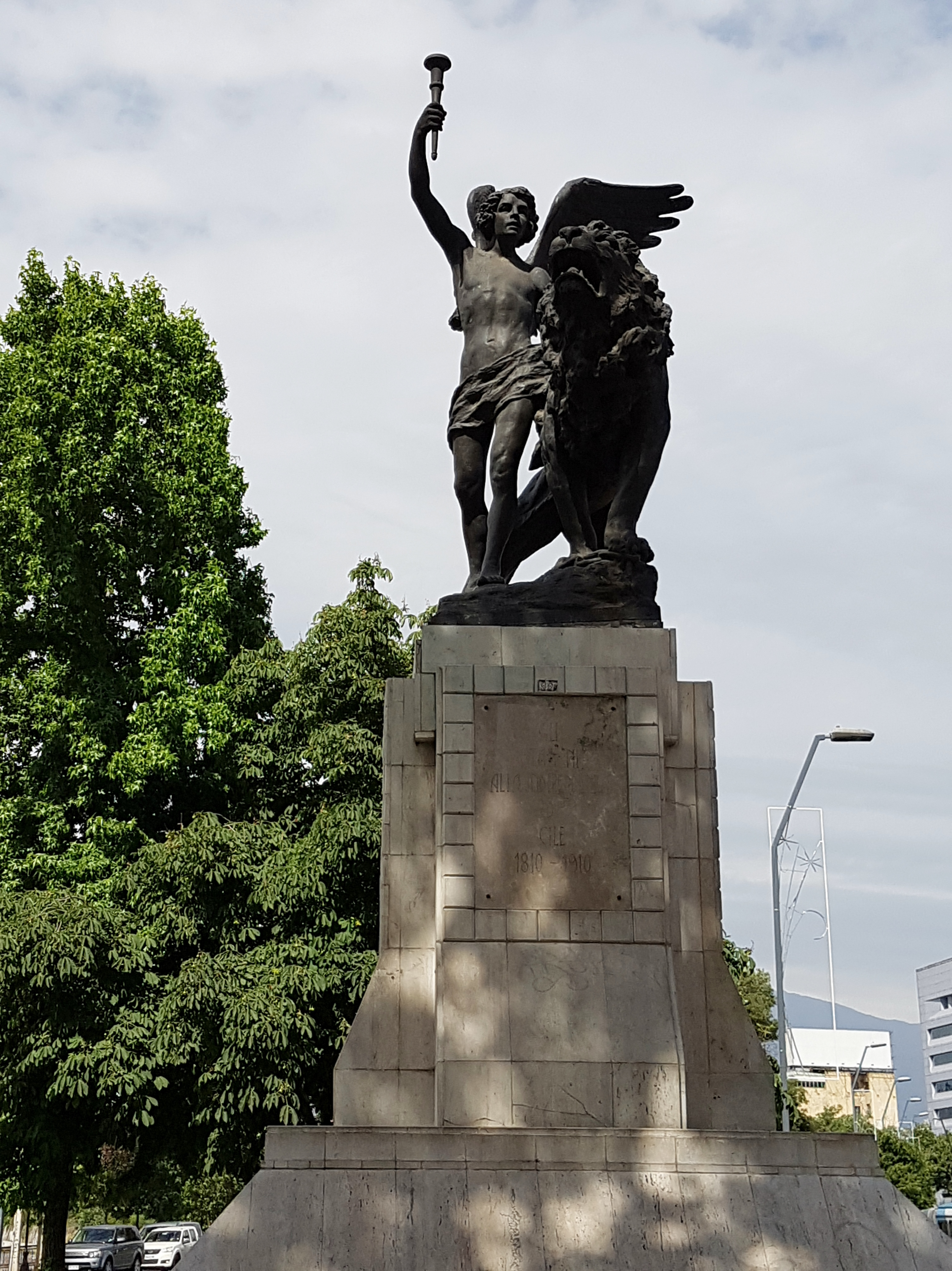
Памятник гению свободы, подаренный итальянской общиной Чили в ознаменование столетия Чили.

В 1818 году Чили объявила о своей независимости от Испании. В это время Италия состояла из отдельных независимых итальянских государств. В 1857 году Королевство Сардиния и Чили подписали Договор о дружбе, торговле и мореплавании. В январе 1864 года Чили признала недавно объединённую Италию, когда тогдашний президент Чили Хосе Хоакин Перес направил письмо в ответ на просьбу короля Виктора Эммануила II о признании. В следующем месяце чилийский посол был назначен при итальянском дворе.
Между 1880 и 1930 годами более 10 000 итальянцев мигрировали в Чили, большинство из них поселились в Сантьяго и Вальпараисо. В 1924 году Чили посетил итальянский принц Умберто Пьемонтский (будущий король Умберто II). Главный визит принца в Чили (и другие страны Южной Америки) был частью политического плана фашизма, направленного на то, чтобы связать итальянцев, живущих за пределами Италии, с их родиной. В 1943 году во время Второй мировой войны Чили объявила войну державам Оси (включая Италию), и граждане вражеских стран были интернированы в лагере для интернированных Писагуа. Во время чемпионата мира по футболу 1962 года, проходившего в Чили, два итальянских журналиста написали чрезвычайно пренебрежительный репортаж о стране, который впоследствии был опубликован в Чили и в конечном итоге привёл к жестокому столкновению во время игры команд друг с другом, ставшей известной как «Битва при Сантьяго».
11 сентября 1973 года в правительстве президента Сальвадора Альенде произошёл государственный переворот под руководством генерала Аугусто Пиночета, которого поддержало правительство Соединённых Штатов. Было объявлено, что президент Альенде покончил жизнь самоубийством во время переворота, а генерал Пиночет принял правительство и стал новым президентом страны. Сразу же после начала президентства Пиночета начались аресты, пытки и казни сторонников президента Альенде. За это время тысячи чилийцев нашли убежище в основном в посольствах европейских и латиноамериканских стран в чилийской столице. Приблизительно 700 чилийцев и итальянцев бежали в посольство Италии в Сантьяго в поисках убежища. В ноябре 1974 года через стены итальянского посольства было брошено тело чилийской женщины. У женщины, Луми Видела, были явные следы пыток. Это была уловка чилийского правительства, направленная на распространение ложных слухов о том, что женщина умерла в стенах посольства, и ложного утверждения о том, что её убили лица, получившие убежище, в качестве предлога для усиления давления на посольство, в котором находятся несколько антиправительственных сторонников. Итальянское правительство помогло нескольким лицам, получившим убежище, покинуть посольство в Аргентину, а некоторые были переселены в Италию. В период с 1973 по 1989 год Италия не назначала посла в Чили.
В последние годы отношения активизировались как на политическом, коммерческом, так и на культурном уровне. В 2002 г. Чили подписала соглашение о свободной торговле с Европейским Союзом (в который входит Италия). В июне 2015 г. президент Чили Мишель Бачелет посетила Италию с государственным визитом. В октябре 2015 года премьер-министр Италии Маттео Ренци посетил Чили.

## Двусторонние соглашения
Обе страны подписали несколько соглашений, таких как Договор о торговле и судоходстве (1911 г.); Соглашение о военной службе (1959 г.); Соглашение об экономическом, промышленном и научном сотрудничестве (1994 г.); Соглашение о техническом и культурном сотрудничестве (1994 г.); Соглашение о поощрении и защите инвестиций и Протокол к нему (1995 г.); Соглашение о сотрудничестве в борьбе с терроризмом, организованной преступностью и незаконным оборотом наркотиков (1996 год); Соглашение о культурном сотрудничестве и исполнительные протоколы к нему (1997 г.); Соглашение об антарктическом сотрудничестве (2001 г.); Соглашение о техническом сотрудничестве и взаимной помощи между карабинерами Чили и итальянскими карабинерами (2006 г.); Договор о взаимной помощи по уголовным делам (2011 г.); Соглашение о совместном производстве кинематографии (2013 г.); Соглашение о сотрудничестве в оборонной сфере (2016 г.); Соглашение об устранении двойного налогообложения в отношении подоходного налога и предотвращении уклонения от уплаты налогов и Протокол к нему (2016 г.); Соглашение о взаимной административной помощи в целях предотвращения, расследования и пресечения таможенных правонарушений (2017 г.) и Договор о выдаче (2017 г.).

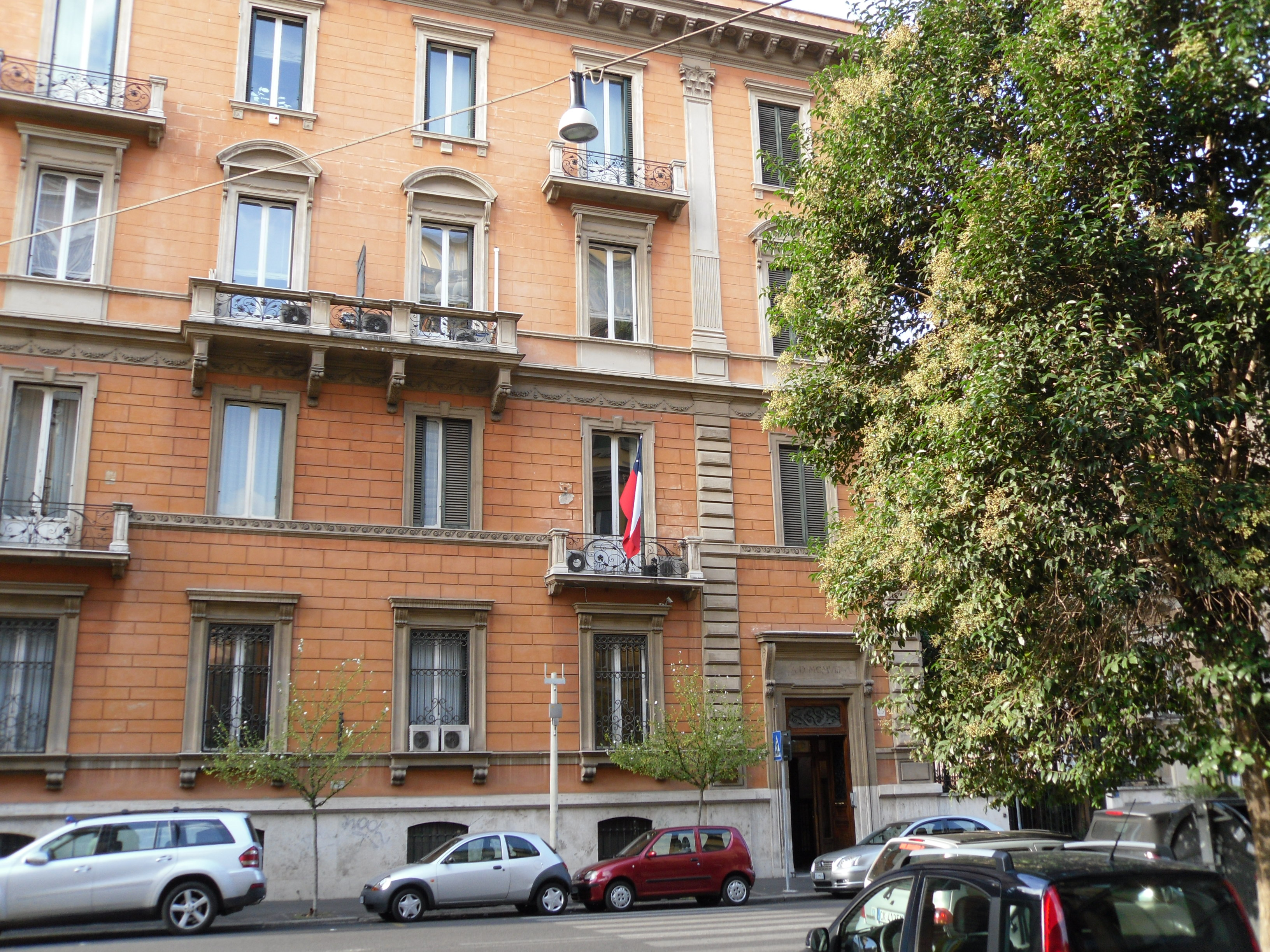
Бывшее посольство Чили в Риме

## Постоянные дипломатические миссии
- У Чили есть посольство в Риме и генеральное консульство в Милане[11].
- У Италии есть посольство в Сантьяго[12].